# Consell General de l'Eure i Loir

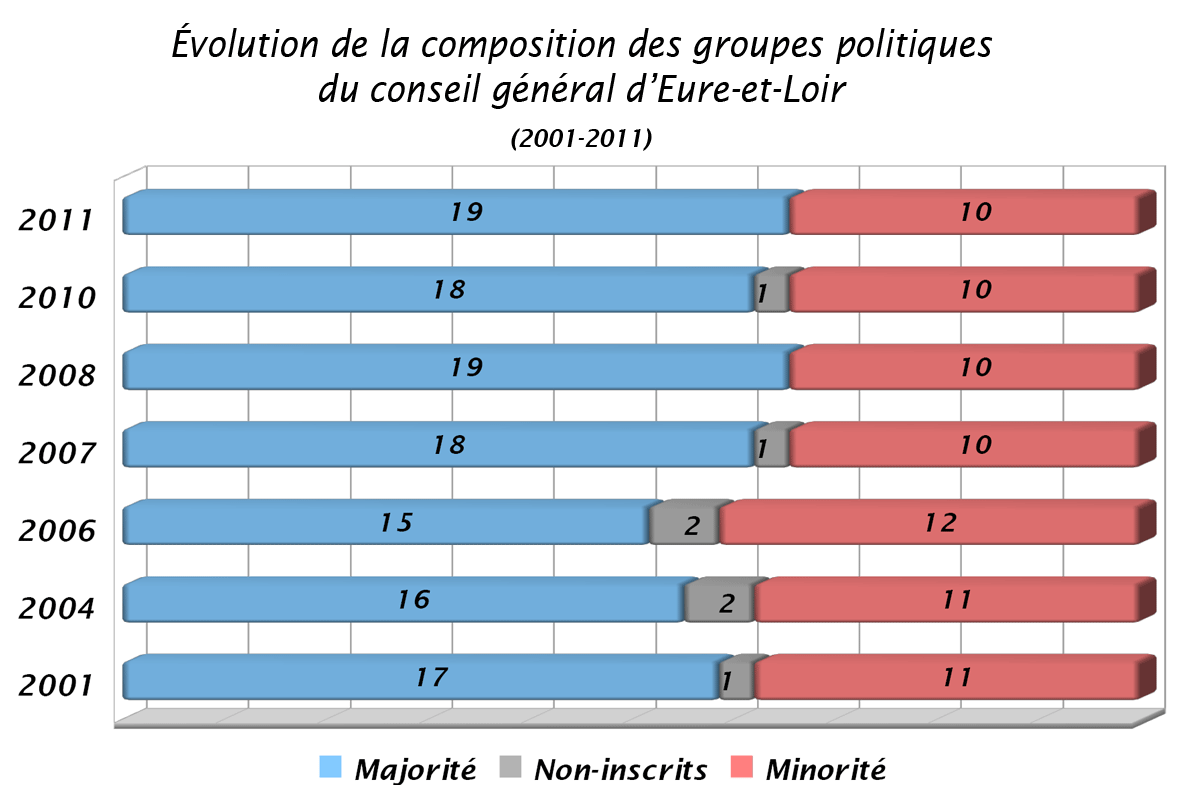
Evolució dels grups polítics representats al Consell General d'Eure i Loir

El Consell General de l'Eure i Loir és l'assemblea deliberant executiva del departament francès de l'Eure i Loir a la regió de Centre. La seva seu es troba a Chartres. Des de 2001, el president és Albéric de Montgolfier (UMP)

## Antics presidents del Consell
| Nom | Nom                    | Dates de mandat | Dates de mandat | Partit         |
| --- | ---------------------- | --------------- | --------------- | -------------- |
|     | Gustave Lhopiteau      | 1907            | 1920            | Partit Radical |
|     | Maurice Viollette      | 1920            | 1960            | Partit Radical |
|     | Émile Vivier           | 1960            | 1976            | PS             |
|     | Edmond Desouches       | 1976            | 1979            | Partit Radical |
|     | Robert Huward          | 1979            | 1985            | PRG            |
|     | Martial Taugourdeau    | 1985            | 2001            | RPR            |
|     | Albéric de Montgolfier | 2002            | -               | UMP            |

## Composició
El març de 2011 el Consell General de l'Eure i Loir era constituït per 29 elegits pels 29 cantons de l'Eure i Loir.
| Partit                        | Sigles | Electes |
| ----------------------------- | ------ | ------- |
| Oposició (10 escons)          |        |         |
| Partit Socialista             | PS     | 7       |
| Divers gauche                 | DVG    | 2       |
| Partit Radical d'Esquerra     | PRG    | 1       |
| Majoria (19 escons)           |        |         |
| Unió pel Moviment Popular     | UMP    | 8       |
| Divers Droite                 | DVD    | 3       |
| Nou Centre                    | NC     | 4       |
| Moviment Demòcrata            | MoDem  | 1       |
| Reagrupament per França       | RPFIE  | 1       |
| Sense etiqueta                | SE     | 2       |
| President del Consell General |        |         |
| Albéric de Montgolfier (UMP)  |        |         |